# Dziedzickia patagonica
Dziedzickia patagonica är en tvåvingeart som beskrevs av Duret 1979. Dziedzickia patagonica ingår i släktet Dziedzickia och familjen svampmyggor. Inga underarter finns listade i Catalogue of Life.